# Бочкарьова Наталія Володимирівна
Бочкарьо́ва Ната́лія Володи́мирівна (нар. 25 липня 1980, Нижній Новгород, РРФСР) — російська актриса театру і кіно, телеведуча, співачка, режисер, художник.
Засновниця дитячої школи-студії, спрямованої на розвиток творчих здібностей у віці від 4 до 17 років. Є ученицею РГХПУ ім. С. Г. Строганова, а також членом Євразійського союзу художників.
Фігурантка бази даних центру «Миротворець» (багаторазове свідоме порушення Державного кордону України; незаконна гастрольна діяльність в анексованому РФ Криму).

## Життєпис

### Дитинство
Наталія Бочкарьова народилася 25 липня 1980 року в місті Горькому (нині Нижній Новгород). У дитинстві артистка відвідувала заняття в школі для балерин, співала в хорі. Але школу для дочки батьки вибрали серйозну (Школа № 129 міста Горького): в старших класах Наталя вже вивчала бухоблік, економіку, готувалася стати підприємцем. В інтереси школярки входили модельний бізнес і журналістика. Наталя відвідувала всі заходи в місті, роблячи статті на цю тему, але в один прекрасний момент познайомилася зі світом кіно. У 16-річному віці Бочкарьова стала студенткою Нижегородського театрального училища.

### Сім'я
Наталія Бочкарьова народилася в звичайній родині. Батько (Володимир) працював в автомобільному цеху, а мати (Валерія) працювала бухгалтером. Через 6 років після народження актриси, на світ з'явилася її молодша сестра Надія. Оскільки батьки постійно були зайняті роботою, Наталю та її молодшу сестру Надю виховувала тітка. У 2001 році від серцевого нападу померла мати Наталії Бочкарьової, а через 5 років в 2006 році з життя пішов і її батько.  В цей час Наталя вже вчилася в Москві. Вона змушена була підробляти офіціанткою в нічному клубі" Б2", відсилаючи більшу частину зарплати тітці в Нижній Новгород — жінка виховувала 13-річну Надю. Пізніше сестра переїхала до Наталії в Москву.

### Освіта
Закінчивши школу, Наталя вступила в Нижегородське театральне училище. Дівчинка поступила відразу. Правда, навчання в училищі було нелегким. Багато часу доводилося витрачати тільки на дорогу. Але, незважаючи на таку завантаженість, Наталя встигала підробляти журналісткою в місцевій газеті — вона писала статті про знаменитостей, які приїжджали в Нижній Новгород. Працювати в газеті її умовив колишній афганець, який втратив на війні обох ніг, журналіст за професією. Першу статтю Бочкарьова написала про Євгена Петросяна. Їй вдалося з ним познайомитися, і метр навіть запросив її в Москву, на екскурсію по студії «Сміхопанорами».

### Початок театральної кар'єри
Після закінчення школи-студії МХАТ в 2002 році Наталія працювала в «МХТ ім. Чехова», в спектаклях" Кабала святош", « Зображуючи жертву», і багатьох інших. У Московському театрі-студії Олега Табакова молода актриса була зайнята у виставі" на дні " в ролі Василини. Як і всі актори «Табакерки», вона віддавала 10 % свого гонорару від зйомок у кіно, рекламі та серіалах до бюджетного фонду театру. Після декількох років роботи їй довелося піти з театру — вона відмовилася грати роль жінки-наркоманки, в одній зі сцен розчленовувала свою дочку. «Это шло вразрез с моими принципами», — згадує Наталя.

## Творчість

### Ролі в театрі
Театр-студія Олега Табакова
- «На дні» (М. Горький) — Василиса

Московський Художній театр імені А. П. Чехова
- «Зображуючи жертву»
- «Кабала святош»
- «Трохи ніжності»
- «Нуль»
- «Остання жертва» (О. М. Островський) — Ірен (Ірина Лаврівна Півокурова)
- «Ретро» — Людмила
- «Скрипка і трошки нервово»
- «Татуйована троянда» — Флора
- «Тероризм»
- «Я її люблю»
- «Результат на обличчя»

Продюсерський центр Сергія Лаврова
- «Російське лото». (Режисер А. Бібілюров)

«Арт-Партнер XXI»
- «День Палтуса»

### Музичні треки
- 2018 р. — «Йди геть» (рус. «Убирайся»)
- 2019 р. — «Мартіні» (рус. «Мартини»)
- 2020 р. — «Моя історія» (рус. «Моя история»)

## Скандал
Скандал. У ніч з 28 на 29 вересня 2019 року актриса була затримана за зберігання кокаїну. В ході слідства повністю визнала провину і розкаялася.
20 січня 2020 Преображенський суд Москви призначив штраф в 30 тисяч рублів і припинив кримінальну справу. Дізнавач вказав, що Бочкарьова загладила провину «шляхом переказу коштів у благодійний фонд Євгена Воскресенського»

## Санкції
Наталія Бочкарьова публічно підтримувала путінський режим та війну Росії проти України.
19 жовтня 2022 року додана до списку підсанкційних осіб України.